# NGC 1993
NGC 1993 é uma galáxia elíptica (E-S0) localizada na direcção da constelação de Lepus. Possui uma declinação de -17° 48' 54" e uma ascensão recta de 5 horas, 35 minutos e 25,4 segundos.
A galáxia NGC 1993 foi descoberta em 6 de Fevereiro de 1785 por William Herschel.